# Länsväg AC 1116
Länsväg AC 1116 är en övrig länsväg i Västerbottens län (Lappland) som går mellan byn Västansjö och norska gränsen vid sjön Krutvattnet, inom Storumans kommun. Vägen är 31 kilometer lång och asfalterad. Vägen har betydelse för längre internationella resor, och har därför trafik med en del lastbilar och bilister på långresa. Den ingår i den kortaste vägen mellan till exempel Kiruna och Trondheim. Det finns en tullstation i Tärnaby. Trafikmängden är i genomsnitt mellan 250 och 500 per dygn.
Vägen ansluter till:
- Europaväg 12 (vid Västansjö)
- Riksväg 73 i Norge (vid Krutvattnet)